# David Heinrich Hoppe
David Heinrich Hoppe (15 de diciembre de 1760 - 1 de agosto de 1846) fue un farmacéutico, botánico, micólogo y médico alemán, que nace en Bruchhausen-Vilsen.

## Biografía
Comienza su carrera como aprendiz de Farmacia en Celle, y luego asistente de Farmacia en Hamburgo, Halle, Wolfenbüttel, y Ratisbona. Más tarde estudia Medicina e Historia natural en la Universidad de Erlangen, en Núremberg, y ya graduado retorna a Ratisbona como médico. Allí da clases en el Liceo de Ratisbona.
Hoppe es recordado por sus contribuciones al estudio de la flora alpina. Estudia la flora rodeando a Ratisbona, y cada verano entre 1796 a 1843 hace excursiones botánicas a Salzburgo y a Heiligenblut. Con el briólogo Christian Hornschuch (1793-1850) publican un tratado acerca de una extendida jornada científica a las costas del Adriático y a las montañas de Carintia y de Tirol, llamado Tagebuch einer Botanischen Reise nach den Küsten des Adriatischen Meeres und den Gebirgen von Kärnten, Tirol und Salzburg.
En mayo de 1790, Hoppe funda la "Sociedad Botánica Regensburgische", que fue la primera organización botánica en Baviera, y hoy es la sociedad más antigua del mundo. De 1812 hasta su deceso en 1846 fue su director/catedrático.
Está acreditado (IPNI) por describir y nombrar 337 especies, y de 1818 a 1842 fue editor de la popular revista Flora.
Otras importantes publicaciones fueron:
- Ectypa plantarum ratisbonensium, 1787-1793, libro que trata la flora de Ratisbona.
- Caricologia Germanica, 1835, donde trabajó con el grabador Jacob Sturm (1771-1848)

## Honores

### Eponiima
Género
- Hoppea Willd. de la familia Gentianaceae

- La abreviatura «Hoppe» se emplea para indicar a David Heinrich Hoppe como autoridad en la descripción y clasificación científica de los vegetales.[1]